# Ruta Provincial 21 (Córdoba)

## Generalidades
La Ruta Provincial 21 es una carretera argentina, de jurisdicción provincial, ubicada en la región norte de la Provincia de Córdoba.
Tiene sentido oeste - este, y su kilómetro cero se encuentra en la intersección con la  RN 60 , en la localidad de Quilino.

Es una ruta con tránsito bajo, y en su derrotero, cruza el viejo Camino Real, y la  RN 9 , hasta alcanzar la  RP 32 .
Su trazado es, en más de un 60% de ripio, y su uso está limitado al turismo y tránsito local de los habitantes que se encuentran a la vera de su trazado.
A la vera de esta ruta, se encuentra una de los sitios históricos y arqueológicos más conocidos a nivel nacional e internacional: Cerro Colorado. Lugar donde viviera, durante sus últimos años de vida, el cantautor Atahualpa Yupanqui, y el lugar donde descansan sus restos, junto a los de uno de los bailarines más reconocidos de Argentina: Santiago Ayala, más conocido como El Chúcaro.
Además, atraviesa una de las reservas arqueológicas más importantes de Argentina, donde existen gran cantidad de pinturas rupestres, y se pueden encontrar rastros de la presencia de pueblos originarios que habitaban la región:Comechingones y Sanavirones. 

## Localidades
A lo largo de su recorrido, esta ruta atraviesa algunas localidades y parajes ubicadas en cuatro departamentos diferentes. Aquellas
que figuran en itálica, son cabecera del departamento respectivo. Entre paréntesis, figuran los datos de población. Las localidades con la leyenda s/d hacen referencia a que no se encontraron datos oficiales.
- Departamento Ischilín: Quilino (4.534)
- Departamento Tulumba: San Pedro Norte (317), Cerro Colorado (225),
- Departamento Sobremonte: Caminiaga (282)
- Departamento Río Seco: Santa Elena (219), Sebastián Elcano (2.481)

## Recorrido
|  |  | CONTgq | ABZq+lr | CONTfq |  |

|  |  | CONTgq | TBHFe | STR+r |  |

|  |  |  |  | STR |

|  |  |  | STR+l | SHI4gl+lq | CONTfq |

|  |  |  | STR |

|  |  | GRZq | STR+GRZq | GRZq |  |

|  |  |  | STR |

|  |  | BHF |

|  |  |  | STR |

|  |  | GRZq | STR+GRZq | GRZq |  |

|  |  |  | STR |

|  | WASSERq | WBRÜCKE1 | WASSERq |

|  |  | BHF |

|  | WASSERq | WBRÜCKE1 | WASSERq |

|  |  |  | STR |

|  |  | GRZq | STR+GRZq | GRZq |  |

|  |  |  | STR |

|  | CONTgq | ABZq+lr | TBHFe | CONTfq |  |

| BAHN | RGCONTgq | SKRZ-GBUE | RGCONTfq |  |  |

|  | BHF |

| CONTgq | SHI4gl+lq | CONTfq |  |

## Nota
1. ↑   El kilometraje fue tomado del amojonado en ruta. En caso de ausencia de los mismos, se calculó según información disponible en Internet, o verificación in situ .
2. ↑   Datos oficiales según Dirección de Estadísticas y censos del Gobierno de la Provincia de Córdoba, año 2010 Según datos INDEC